# 上田聴秋
上田 聴秋（うえだ ちょうしゅう、嘉永5年2月24日（1852年3月14日） - 昭和7年（1932年）1月17日）は、明治期の俳人。聴秋は号で、本名は「上田肇」、俳号は不識庵、別名「花本聴秋」、花本流派の11世宗匠で明治から大正期に京都の俳壇で重きをなした。書家としても優れた作品を残している。

## 経歴
美濃国に大垣藩士として生まれる。幕末京都俳壇の重鎮八木芹舎（花本芹舎）の門に学び、江戸に出て慶應義塾に入学（『慶應義塾入社帳第一巻239頁』）。のちに鉄道官僚の重鎮となる松本荘一郎の面倒を見た。明治17年（1884年）、京都に帰郷し、「梅黄社」を設立。『鴨東集』（のち『俳諧鴨東集』『俳諧鴨東新誌』）を創刊。
明治32年（1899年）6月に雑誌「太陽」が催した「俳諧十二傑」の投票で、老鼠堂永機・正岡子規・三森幹雄・尾崎紅葉・角田竹冷・巖谷小波・雪中庵雀志・幸堂得知・内藤鳴雪・桂花園桂花と共に12傑入り。
門人に茶谷霞畝、竹内菊園句碑など。

## 句集
- 『鶴鳴集』
- 『聴秋百吟』

## 親族
実兄の小原適は男爵、貴族院議員を務めた。孫は上田都史。